# Etcheverrius elwesi
Etcheverrius elwesi är en fjärilsart som beskrevs av Felix Bryk 1945. Etcheverrius elwesi ingår i släktet Etcheverrius och familjen praktfjärilar. Inga underarter finns listade i Catalogue of Life.